# 复辅音
复辅音（英：、亦称辅音丛、辅音群或辅音簇），指连续出现的不夹杂元音的多个辅音。如英语 split（“分离”）、德语 Schwein（“猪”）、法语 clair（“明亮的”）、俄语 （“旅伴”），就都在词首有复辅音。在印欧语言中，大多把音节间的复辅音也包括进来，例如英语 extra（“额外的”）、德语 Angstschweiß（“冷汗”）；而在东亚与东南亚语言的分析中，一般只包括同一音节中的复辅音。协同发音辅音、送气音、颚化和唇化音一般不看作复辅音。在汉语结构中，同发音部位的塞擦音也不看作复辅音。

## 語音組合法
於語音組合法上，复辅音与复元音有很大差异，复辅音中CC的组合比较松散，不像复元音中VV结合那样有机。复元音的音质变化是连续的，中间没有明显的界限；复辅音则不同，各个辅音有自己的发音过程，发音过程中有明显的音质跳跃。复辅音的组合方式有很多，但并不是无规律可循，每种语言基本上都根据自己的组音节律而有特定的复辅音组合规则。以英语为例，词首出现的复辅音如果第一个辅音为/s/，则后面的辅音（不计半元音）一般只能是 l（如 slack）、清塞音（如 stop）或鼻音（如 smear）。像北欧诸语中的 svin（“猪”），或是意大利语的 sdoppiamento（“断裂”），在英语中会是不自然的。
复辅音可以是十分复杂的，例如：英语 angst /ˈæŋkst/（“焦虑”），日语  /o̞ʨʦkʲʦʦɯᵝäɾɯᵝ/（“正在冷静”），俄语  [ˈvzdroɡnutʲ]（“哆嗦”）、斯洛伐克语 zmrzlina [zmr̩zlɪna]（“冰淇淋”）、捷克语绕口令Strč prst skrz krk（發音：[str̩tʃ pr̩st skr̩s kr̩k] ⓘ）、格鲁吉亚语 გვფრცქვნი /ɡvbrdɣvnis/（“你剥我们”），都有十分可观的复辅音（不过注意在有些语言中，流音是类似元音可作为音节核的）。在美洲的薩利希語系展現出的長字詞並未含有元音、而是一連串的複輔音，像是努哈尔克语的字詞/xɬpʼχʷɬtʰɬpʰɬːskʷʰt͡sʼ/（“他财产中有一株御膳橘”）。
总体来说，相对印欧语系、高加索诸语言和美洲原住民语言，汉藏语系语言中的复辅音较少见。迄今为止，现存的汉语中还未发现真正的复辅音。广东台山和安徽黄山一带的汉语变体有 /t͡ɬ/ 和 /t͡ɬʰ/，例如台山市端芬镇四邑方言中的“字” /t͡ɬɿ/、“词” /t͡ɬʰɿ/，不过它与其他粤语方言中的 /t͡s/ 与 /t͡sʰ/ 相当，不能算作是真正的复辅音。客家话中“瓜”读 /kva/，这里面 /v/ 是 /u/ 的变体，也不能算是真正的复辅音。然而，晋语中有大量分音词或嵌l词，如“扒”=“薄拉”、“拖”=“特罗”，却是值得注意。
陸志韋、李方桂、丁邦新提出上古汉语是有复辅音的上古漢語濁輔音韻尾假說，例如现在“孔”=“窟窿”、“毂”=“轱辘”等；而且以“各”为声旁的字中，除了“格”、“客”（k）以外，还有“路”、“略”、“赂”（l）；以“䜌”為聲旁的字中，除了“戀”、“欒”、“鸞”（l），還有“變”（p）；“庞”（p）从“龙”（l）得声，等等。而藏缅语族语言则大多有丰富的复辅音，如藏文（代表7世紀時的藏語）中有複雜的複輔音：（brtsengs，“短袍”）。複輔音在現代藏語中是傾向於簡化的，但各個藏語方言中的簡化程度不一。一般來說，安多方言對複輔音的保留較好，如道孚藏语仍有多达108个复辅音： [zgru]（“羽毛”）、[pta]（“采”）。而衛藏方言，如拉萨藏语中，已基本丧失复辅音，取而代之的是聲調的產生。雖然產生了聲調，但仍然無法避免同音詞的大量產生，因而以詞素的多音節化作為複輔音簡化的另一個補償機制。
在汉藏语系之外，壮侗语系和苗瑶语系的语言都有复辅音，但数量较少，例如武鸣壮语 [kve]（“割”）。